# Комсомольское (Челябинская область)
Комсомольское — село в Верхнеуральском районе Челябинской области России. Входит в состав Петропавловского сельского поселения.

## История
В 1963 году решением исполнительного комитета Челябинского (сельского) областного совета депутатов трудящихся зарегистрирован населённый пункт при Комсомольском отделении Петропавловского совхоза — село Комсомольское.

## Население
| 2002 | 2010 |
| ---- | ---- |
| 299  | ↘224 |